# Regionale raad van Merhavim
De regionale raad van Merhavim (Hebreeuws: מועצה אזורית מרחבים, Mo'etza Ezurit Merhavim) is een regionale raad in Israël.

## Gemeenschappen
- Moshaven
  - Bitha · Eshbol · Gilat · Klahim · Maslul · Nir Akiva · Nir Moshe · Pa'amei Tashaz · Patish · Peduim · Ranen · Sde Tzvi · Talmei Bilu · Tifrah
- Dorpen
  - Mabu'im · Eshel HaNasi · Elei Negev

Abu Basma · Alona · al-Batuf · Be'er Tuvia · Beit She'an Vallei · Bnei Shimon · Brenner · Bustan al-Marj · Centraal Arava · Drom HaSharon · Esjkol · Gan Raveh · Gederot · Gezer · Gilboa · Golan · Gush Etzion · Har Hebron · Hefervallei · Hevel Eilot · Hevel Modi'in · Hevel Yavne · Hof Ashkelon · Hof HaCarmel · Hof HaSharon · Jizreëlvallei · Emek HaYarden · Bik'at HaYarden · Lakhish · Lev HaSharon · Lodvallei · Lager Galilea · Ma'ale Yosef · Mateh Asher · Mateh Binyamin · Mateh Yehuda · Megiddo · Megilot · Menashe · Merhavim · Merom HaGalil · Mevo'ot HaHermon · Misgav · Nahal Sorek · Ramat HaNegev · Sha'ar HaNegev · Sdot Negev · Shafir · Shomron · Tamar · Hoger Galilea · Yoav · Zevoeloen